# Víctor Cano Segura
Víctor Cano Segura (Barcelona, 10 de febrer de 1978) és un gimnasta català que va competir a la disciplina de gimnàstica rítmica, i de entrenador d'aquesta disciplina esportiva.
Va competir als Jocs Olímpics de Sydney 2000, on aconseguí l'11è lloc per equips i el 31è a la general, i als Jocs Olímpics d'Atenes 2004, amb un 10è lloc per equips i un 5è en tir amb arc. A Sydney, l'equip va estar format per Víctor, Alejandro Barrenechea, Saúl Cofiño, Omar Cortés, Gervasio Deferr i Andreu Vivó, mentre que a Atenes, l'equip espanyol va estar format per Víctor, Alejandro Barrenechea, Jesús Carballo, Oriol Combarros, Gervasio Deferr i Rafael Martínez. També fou plata en cavall amb arcs a la Copa del Món de Ljubljana (2000), or en cavall amb arcs a la Copa del Món de Cottbus (2004), 4t en cavall amb arcs a la Copa del Món de Cottbus (2005), 4t en cavall amb (2005), plata a cavall amb arcs a la Copa del Món de Maribor (2005), i bronze al mateix aparell a la Copa del Món de Stuttgart (2005). El maig del 2001 va aconseguir, amb l'equip espanyol combinat de diverses disciplines de gimnàstica, la medalla de bronze al primer Campionat Europeu per Equips celebrat a Riesa, a Alemanya, una competició oficial de la UEG. L'equip espanyol en aquesta competició va estar format a més per Alejandro Barrenechea, Laura Martínez i Sara Moro de gimnàstica artística, i per dos representants de gimnàstica rítmica: Almudena Cid i Esther Domínguez. El 1997 va ser plata per equips als Jocs Mediterranis de Bari, el setembre de 2001 va ser bronze per equips i or a la general als Jocs Mediterranis de Tunísia, i el 2005, or per equips i en cavall amb arcs als Jocs Mediterranis d'Almeria,
Es va retirar el 2008. Ha entrenat gimnastes com Rayderley Zapata al Centre d'Alt Rendiment de Sant Cugat del Vallès. Des del 2013 està casat amb l'exnadadora sincronitzada Andrea Fuentes.